# Église de Valkjärvi

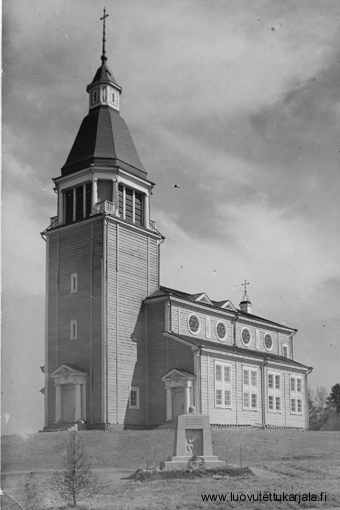
Église de Valkjärvi avant la guerre d'hiver

L'église de Valkjärvi (en finnois : Valkjärven kirkko) était l'église de la ville de Valkjärvi aujourd'hui Mitchourinskoïe. 
C'était une église en bois conçue par l'architecte Ilmari Launis et était la cinquième église de la paroisse.

## Historique
La précédente église avait brûlé pendant la Guerre civile finlandaise le 22 avril 1918.
En 1918, Josef Stenbäck débuta la conception d'une nouvelle église qui ne fut pas réalisée et, à la fin 1918, on demanda de nouveaux plans à Ilmari Launis.
Cependant des désaccords sur la taille de l'église conduisirent à recommander de nouveaux plans à Ilmari Launis avant de pouvoir commencer la construction
L'église fut inaugurée le 22 octobre 1922 alors qu'elle était encore inachevée.